# Erdbeben in Peru vom 9. Dezember 1970
Das Erdbeben in Peru vom 9. Dezember 1970 ereignete sich um 23:34 Uhr Ortszeit im Norden Perus an der Grenze zu Ecuador.
Das Beben hatte sein Epizentrum südlich vom Golf von Guayaquil und eine Herdtiefe von 25 Kilometern. Es erschütterte den Boden mit einer Magnitude von 7,2 MW und wurde mit einer Intensität von bis zu Stufe IX auf der Modifizierten Mercalli-Skala wahrgenommen. In der ecuadorianischen Hauptstadt Quito war das Beben noch mit einer Intensität der Stufe III zu spüren.
Das Beben war vermutlich ein Intraplatten-Erdbeben der Südamerikanischen Platte, unter der die Nazca-Platte subduziert.
Im Laufe des Dezembers ereigneten sich mehrere Nachbeben, mindestens zehn davon mit Magnituden von 5,0 oder höher, wobei das stärkste eine Magnitude von 6,0 erreichte.
Durch das Erdbeben kamen in Peru 50 und in Ecuador 32 Menschen ums Leben. Mehrere Hundert wurden verletzt. Schwere Schäden entstanden in Ecuador vor allem in der Provinz Loja, die Stadt Alamor wurde zu 90 Prozent zerstört und auch Macará und Cariamanga wurden stark in Mitleidenschaft gezogen. In Peru waren die Städte Tumbes, Talara, Sullana, Querecotillo und Piura schwer getroffen.

## Belege
1. ↑  M 7.2 - Peru-Ecuador border region. USGS, abgerufen am 20. Juli 2020 (englisch).
2. 1 2 3  Significant Earthquake Information: Peru: N; Ecuador: S. NCEI/WDS Global Significant Earthquake Database. NOAA National Centers for Environmental Information, abgerufen am 23. September 2020 (englisch).
3. ↑  Thorne Lay, Luciana Astiz, Hiroo Kanamori, Douglas H. Christensen: Temporal variation of large intraplate earthquakes in coupled subduction zones. In: Physics of the Earth and Planetary Interiors. Band 54, 1989, S. 268, Digitalisat online (Memento vom 19. März 2012 im Internet Archive) (PDF; 8,8 MB) auf caltech.edu (englisch).